# Eschelbronn
Eschelbronn là một xã thuộc huyện Rhein-Neckar-Kreis, bang Baden-Württemberg, Đức. Nằm cạnh Sinsheim, nơi đây có khoảng 2.597 cư dân.